# Valley Grande
Valley Grande – miasto w Stanach Zjednoczonych, w stanie Alabama, w hrabstwie Dallas. W roku 2023 miasto zamieszkiwały 3982 osoby, a gęstość zaludnienia wynosiła 45,25 osoby/km².